# Thinodytes cyzicopsis
Thinodytes cyzicopsis är en stekelart som beskrevs av Heydon 1995. Thinodytes cyzicopsis ingår i släktet Thinodytes och familjen puppglanssteklar. Inga underarter finns listade i Catalogue of Life.